# Chongqing
Chongqing (xinès simplificat: 重庆, xinès tradicional: 重慶, pinyin: Chóngqìng, transcripció antiga: Chungking) és la més gran i més poblada de les municipalitats de la República Popular de la Xina. Fins al 1997 formava part de la província de Sichuan, i limita amb aquesta i amb les de Hubei, Henan, Guizhou i Shaanxi.
L'abreviació municipal - Yú (渝)– fou aprovada el 18 d'abril del 1997. El nom deriva del nom antic de la part del riu Jialing que travessa Chongqing i desemboca al riu Yangtze.
L'àrea urbana de Chongqing (重庆市区) inclou el districte de Yuzhong (渝中区, o districte central de Chongqing), el central i amb més densitat de població, seu de les oficines de govern. Altres districtes són Nan'an (南岸区, o "districte del marge meridional"), Jiangbei (江北区, o "districte del nord del riu "), Shapingba (沙坪坝区), Jiulongpo (九龙坡区), i Dadukou (大渡口区).

## Economia
A Chongqing hi ha nombrosos jaciments d'aigua mineral. Té també dipòsits importants de carbó, gas natural, alumini, estronci, marbre i mercuri. Entre les indústries de la municipalitat destaquen les dedicades a la maquinària, química, petroquímica, farmacèutica i metal·lúrgica. Existeixen nombroses explotacions agrícoles de tipus familiar. Els principals productes són el gra, taronges, tabac i mandarines. És un important centre de cria de cucs de seda.

## Història

### Història antiga
La ciutat de Chongqing va ser la capital del Regne Ba, antic poble que va desaparèixer fa uns vint-i-cinc segles. La ubicació de Chongqing està associada històricament amb l'estat de Ba. La seva nova capital es va anomenar primer Jiangzhou (江州).

### Era Imperial
Jiangzhou va romandre posteriorment sota el domini de Qin Shi Huang durant la dinastia Qin, el successor de l'estat Qin, així com el govern dels emperadors de la dinastia Han. Jiangzhou va ser rebatejada posteriorment durant les dinasties del Nord i del Sud a Prefectura de Chu (楚州), i de nou el 581 dC (dinastia Sui) a la prefectura de Yu (渝州), i més tard el 1102 durant la dinastia Song del Nord a la prefectura de Gong (恭州). Tanmateix, el nom Yu perviu fins als nostres dies com a abreviatura de Chongqing, així com del centre històric de la ciutat, on antigament hi havia el nucli antic; el seu nom és Yuzhong (渝中, Yu central). Va rebre el seu nom actual l'any 1189, després que el príncep Zhao Dun de la dinastia Song del Sud descrigués la seva coronació com a rei i després l'emperador Guangzong com una "doble celebració" (xinès simplificat 双重喜庆, xinès tradicional 雙重喜慶, pinyin=shuāngchóng xǐqìng, o chóngqìng en resum). Per marcar l'ocasió de la seva entronització, la prefectura de Yu es va convertir en Chongqing Fu.
El 1362, (dinastia Yuan), Ming Yuzhen, un líder rebel camperol, va establir el Regne de Daxia (大夏).) a Chongqing durant un breu temps. El 1621 (dinastia Ming), un altre regne de curta vida, Daliang (大梁) va ser establert per She Chongming (奢崇明) amb Chongqing com a capital. El 1644, després de la caiguda de la dinastia Ming en mans d'un exèrcit rebel, Chongqing, juntament amb la resta de Sichuan, va ser capturat per Zhang Xianzhong, que es deia que va massacrar un gran nombre de persones a Sichuan i va despoblar la província, en part, fent que moltes persones fugissin cap a un altre lloc. Els manxús van conquerir més tard la província, i durant la dinastia Qing, la immigració a Chongqing i Sichuan va tenir lloc amb el suport de l'emperador Qing.
En estar allunyada de la ruta de la Seda, la ciutat va perdre tota la seva importància fins al segle xix, quan les potències estrangeres amb interessos a la Xina van sol·licitar que s'obrís la ciutat als estrangers. El 1890 es va obrir el consolat general britànic a Chongqing. L'any següent, la ciutat es va convertir en el primer port de comerç interior obert als estrangers, amb la condició que els vaixells estrangers no haurien de tenir llibertat per comerciar-hi fins que els vapors de propietat xinesa haguessin aconseguit remuntar el riu. Aquesta restricció va ser abolida pel Tractat de Shimonoseki l'any 1895, que va declarar la ciutat oberta en els mateixos termes que altres ports, encara que no va ser fins al 1907 que un vaixell de vapor va fer el viatge sense l'ajuda de transportistes manuals. El 1901, es va crear una concessió japonesa en la ciutat. Del 1896 al 1904 es van obrir a Chongqing els consolats nord-americà, alemany, francès i japonès.

### Capital provisional en temps de Guerra de la República de la Xina

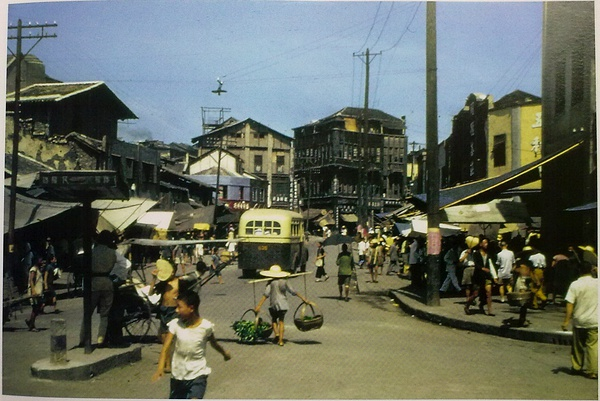
Una escena de carrer a Chongqing, c. 1944

Durant i després de la Segona Guerra sino-japonesa, del novembre de 1937 al maig de 1946, va ser la capital provisional del generalíssim Chiang Kai-shek. La capitalitat de la Xina nacionalista va potenciar el ràpid desenvolupament de la ciutat que, en uns anys, va passar dels 200.000 a més d'un milió d'habitants. Després que el general i l'exèrcit restant hi haguessin viscut durant un temps després de la seva retirada el 1938 de l'anterior capital de Wuhan, es va declarar formalment la segona ciutat capital (陪都, pèi dū) el 6 de setembre de 1940. Després que Gran Bretanya, els Estats Units i altres aliats entressin en guerra a Àsia el desembre de 1941, un dels comandants adjunts d'operacions dels aliats al sud-est asiàtic (comandament del sud-est asiàtic SEAC), Joseph Stilwell, tenia la seu a la ciutat. Això la va convertir en una ciutat d'importància mundial en la lluita contra les potències de l'Eix, juntament amb Londres, Moscou i Washington DC. La ciutat també va ser visitada per Lord Louis Mountbatten, el comandant suprem de la SEAC que tenia la seva seu a Ceilan, avui Sri Lanka. Chiang Kai Shek com a comandant suprem a la Xina va treballar estretament amb Stilwell. De 1938 a 1943, la ciutat va patir contínuament campanyes massives de bombardeig de la Marina Imperial Japonesa i el Servei Aeri de l'Exèrcit Imperial Japonès; batalles de les quals van ser lliurades íntegrament pels esquadrons de la Força Aèria xinesa i les unitats d'artilleria antiaèria. Moltes vides es van salvar gràcies als refugis antiaeri que aprofitaven el terreny muntanyós. Chongqing va ser aclamada com la "Ciutat dels Herois" a causa dels esperits indomables de la seva gent, així com les seves contribucions i sacrificis durant la Guerra de Resistència-Segona Guerra Mundial. Moltes fàbriques i universitats es van traslladar des de l'est de la Xina i, finalment, a Chongqing durant anys de contratemps a la guerra, transformant aquesta ciutat del port interior a una ciutat fortament industrialitzada. A finals de novembre de 1949, el govern nacionalista del KMT es va retirar de la ciutat.

### Estatus de municipi

Mapes de situació de les prefectures de Chongqing, Fuling, Wanxian, Qianjiang a Sichuan abans de 1997
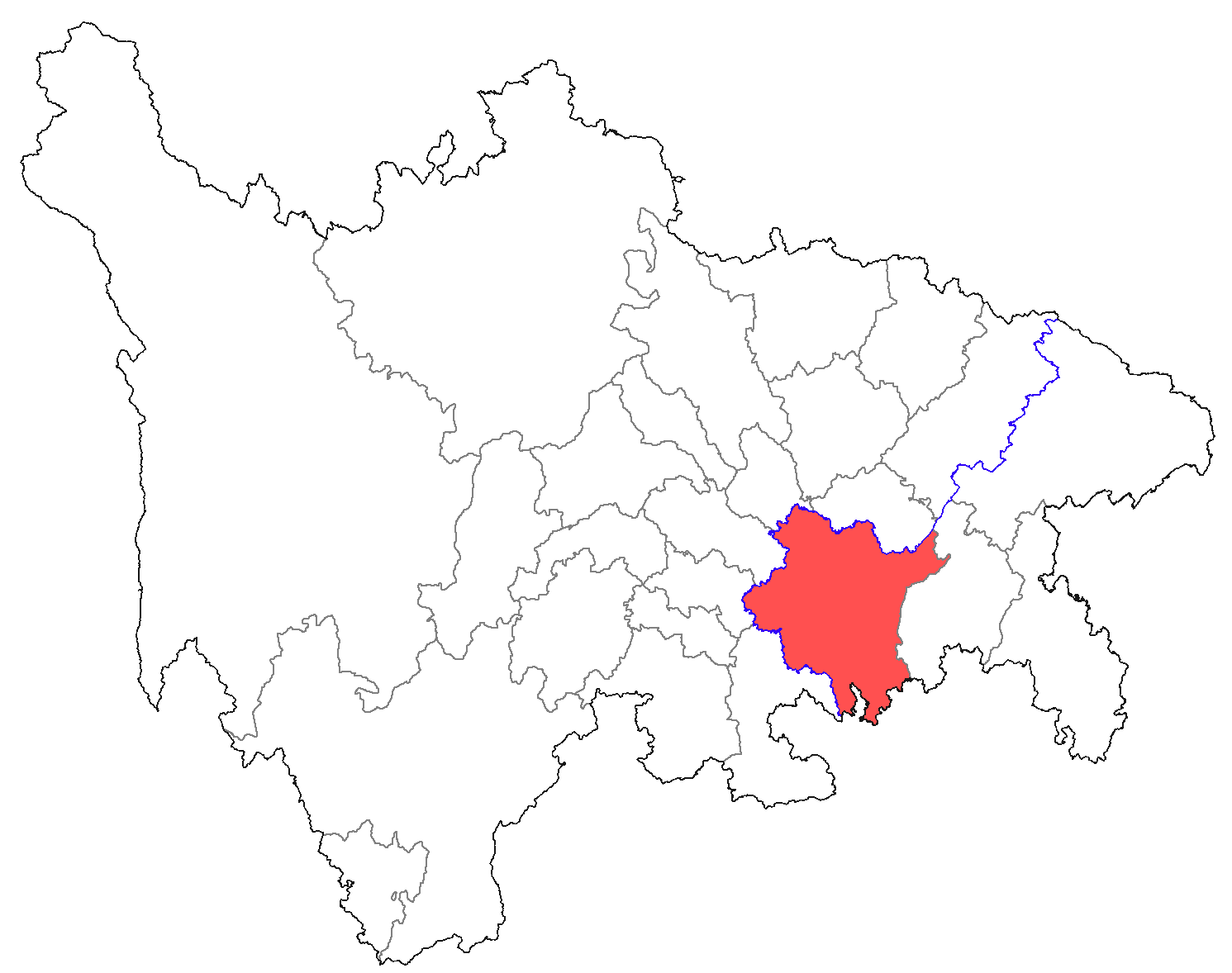
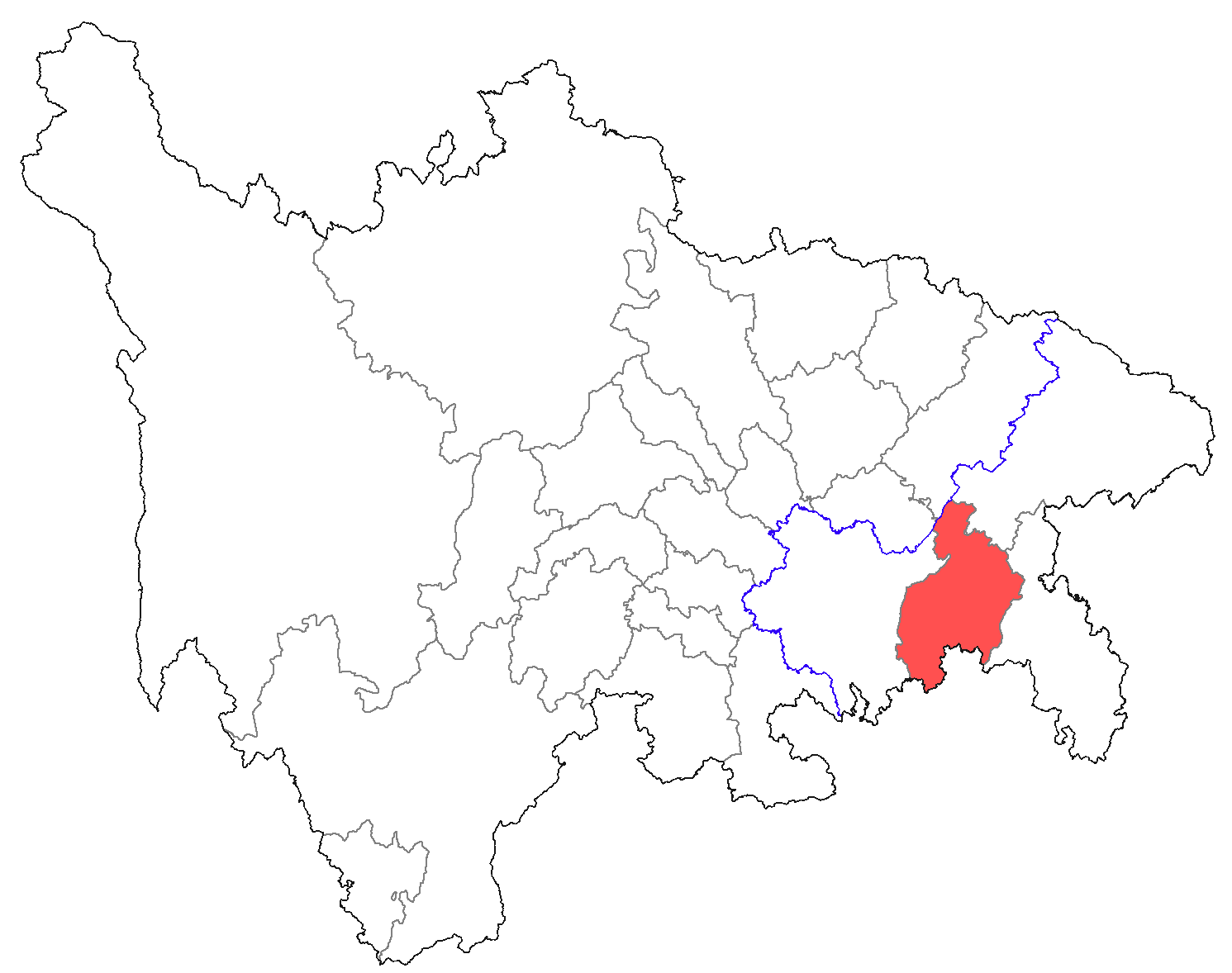
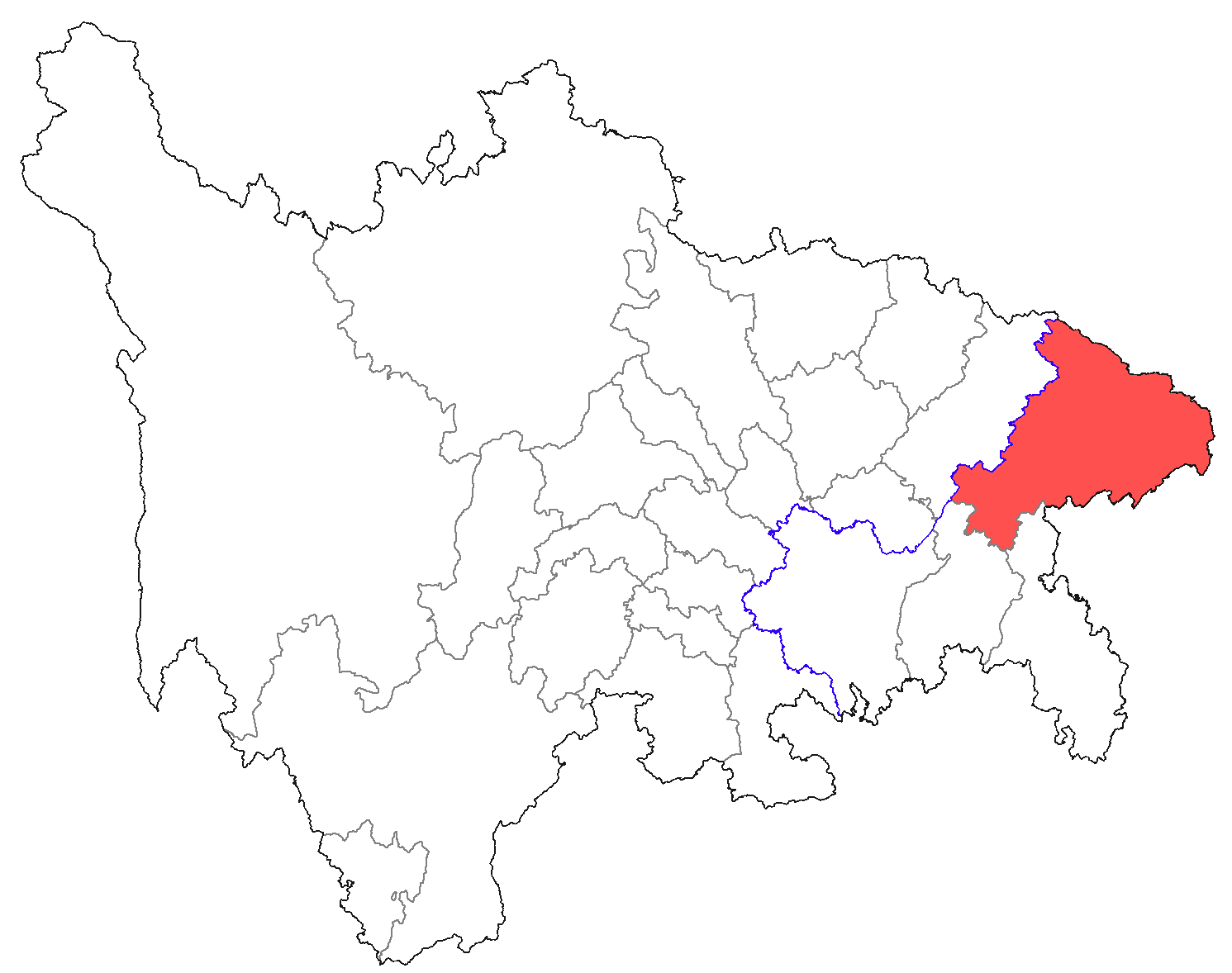
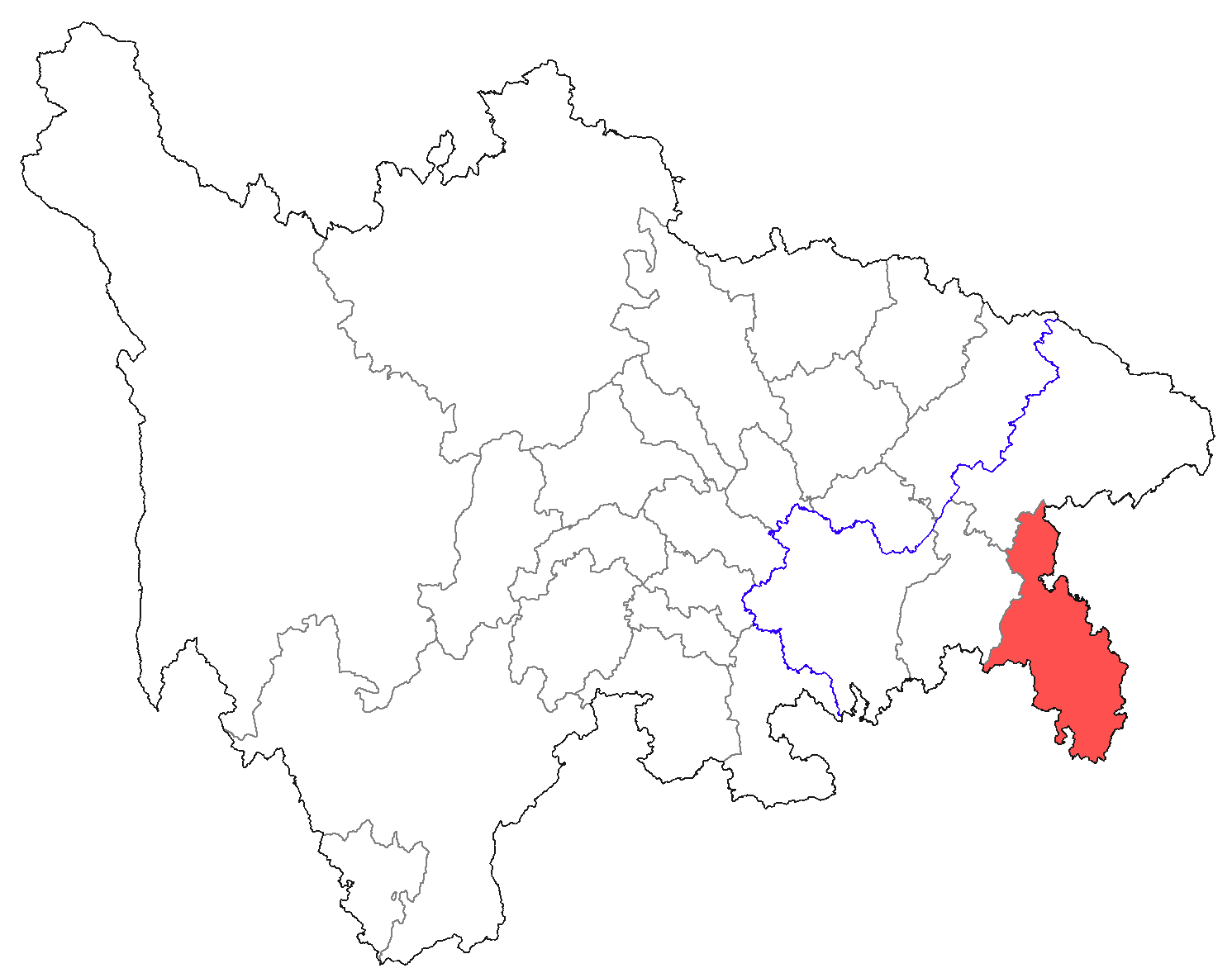

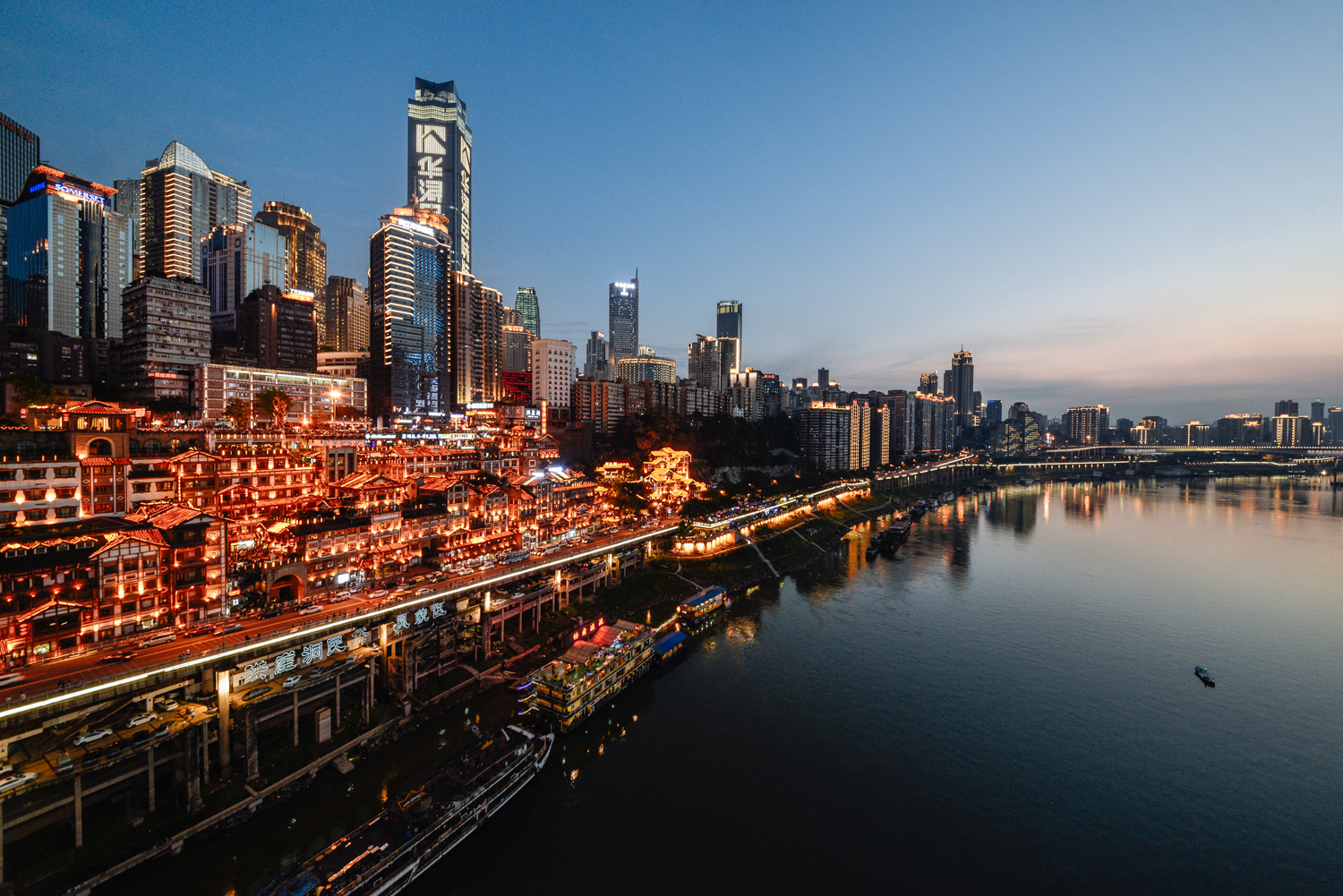
Vista de la posta de sol de Jiefangbei CBD i de la Hongya Cave, presa el 2017

El 14 de març de 1997, el Vuitè Congrés Nacional del Poble va decidir fusionar la ciutat-província amb les prefectures adjacents de Fuling, Wanxian i Qianjiang que havia governat en nom de la província des del setembre de 1996. L'entitat única resultant es va convertir en el municipi de Chongqing, amb 30.020.000 persones en quaranta-tres antics comtats (sense nivells polítics intermedis). El municipi es va convertir en la punta de llança de l'esforç de la Xina per desenvolupar les seves regions occidentals i per coordinar el reassentament dels residents de les zones de l'embassament del projecte de la Presa de les Tres Gorges. La seva primera cerimònia oficial va tenir lloc el 18 de juny de 1997. El 8 de febrer de 2010, Chongqing es va convertir en una de les quatre ciutats centrals nacionals, les altres tres són Pequín, Xangai i Tianjin. El 18 de juny de 2010, es va establir la Nova zona de Liangjiang a Chongqing, que era la tercera nova àrea en l'àmbit estatal en el moment de la seva creació.

#### Àrea urbana
| Població per àrea urbana i districte | Població per àrea urbana i districte | Població per àrea urbana i districte | Població per àrea urbana i districte |
| #                                    | Districte                            | Habitats de l'Àrea urbana            | Habitants del Districte              |
| ------------------------------------ | ------------------------------------ | ------------------------------------ | ------------------------------------ |
| 1                                    | Chongqing                            | 6,263,790                            | 7,457,599                            |
| 2                                    | Wanzhou                              | 859,662                              | 1,563,050                            |
| 3                                    | Hechuan                              | 721,753                              | 1,293,028                            |
| 4                                    | Jiangjin                             | 686,189                              | 1,233,149                            |
| 5                                    | Fuling                               | 595,224                              | 1,066,714                            |
| 6                                    | Yongchuan                            | 582,769                              | 1,024,708                            |
| 7                                    | Qijiang                              | 513,935                              | 1,056,817                            |
| (8)                                  | Kaizhou                              | 416,415                              | 1,160,336                            |
| 9                                    | Changshou                            | 408,261                              | 770,009                              |
| 10                                   | Dazu                                 | 315,183                              | 721,359                              |
| (11)                                 | Rongchang                            | 271,232                              | 661,253                              |
| 12                                   | Nanchuan                             | 255,045                              | 534,329                              |
| (13)                                 | Tongliang                            | 248,962                              | 600,086                              |
| (14)                                 | Tongnan                              | 247,084                              | 639,985                              |
| (15)                                 | Bishan                               | 246,425                              | 586,034                              |
| (16)                                 | Liangping                            | 235,753                              | 687,525                              |
| 17                                   | Qianjiang                            | 173,997                              | 445,012                              |
| (18)                                 | Wulong                               | 115,823                              | 351,038                              |

1. ↑  Chongqing està format pels següents subdistrictes: Yuzhong, Dadukou, Jiangbei, Shapingba, Jiulongpo, Nan'an, Beibei, Yubei i Banan.
2. ↑  Va incorporar l'antic districte de Wansheng.
3. ↑  Va incorporar l'antic districe de Shuangqiao.

## Persones il·lustres
- Sun Yu (1900 - 1990), actor, guionista i director de cinema.
- Hong Ying (en xinès: 虹影) (1953) poeta i escriptora xinesa.
- Yin Lichuan (1973 -) poeta, escriptora, directora de cinema
- Xiao Zhan (1991), actor, cantant, model, dissenyador gràfic i fotògraf.